# Gabelstabilisator

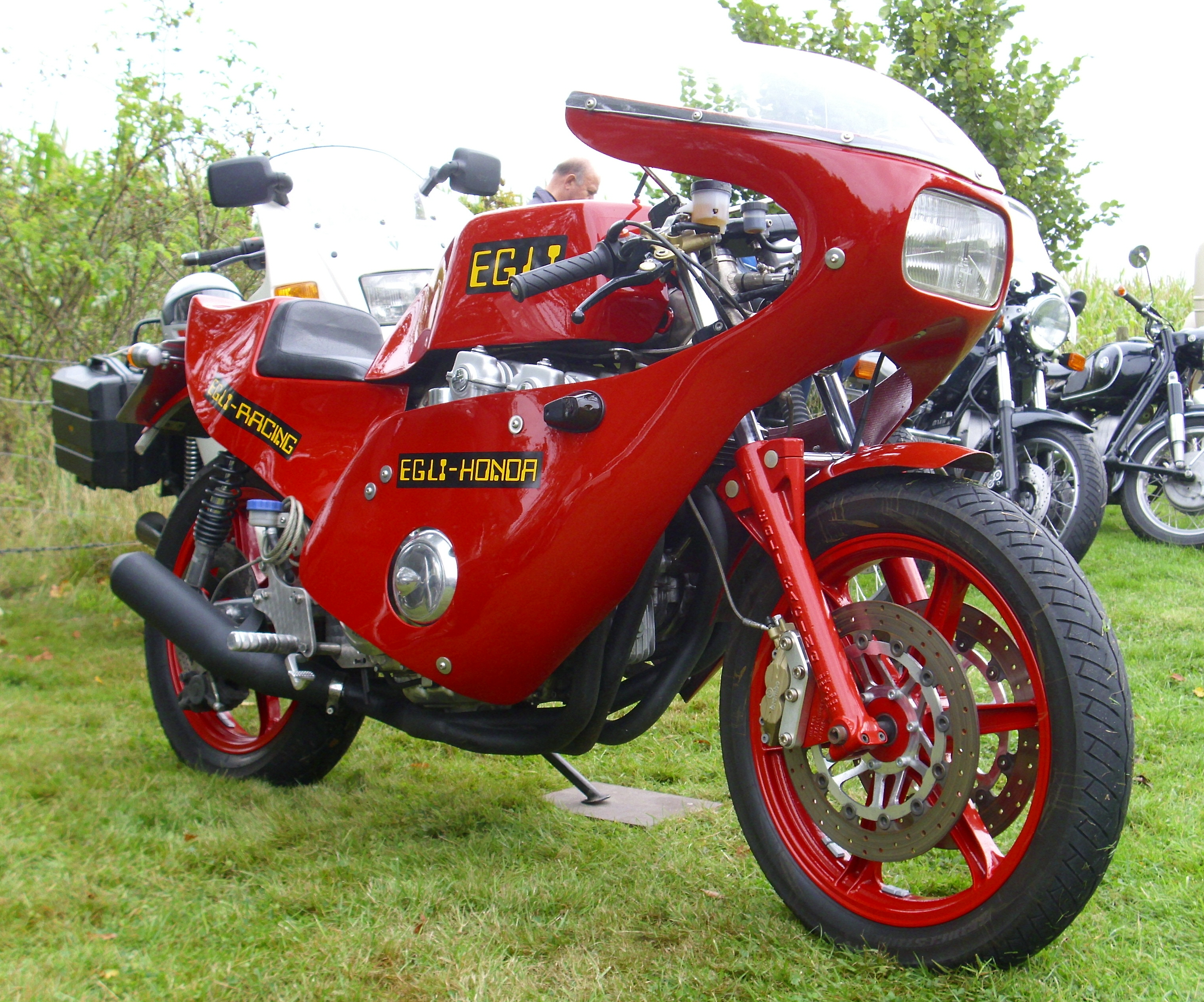
Egli-Honda mit Gabelstabilisator

Als Gabelstabilisator bezeichnet man eine Verbindung der Gabelholme einer Teleskopgabel zwischen der unteren Gabelbrücke und der Achsaufnahme des Vorderrades am Motorrad. 

## Geschichte und Technik
Bereits bei der Zündapp KS 601 gab es in den 1950er Jahren eine starre Verbindung zwischen den Gabelholmen, um den zentralen Dämpfer aufnehmen zu können. 
In den 1970er Jahren waren bei sportlichen Motorrädern Teleskopgabeln mit geringem Standrohrdurchmesser und damit ungenügender Verwindungssteifheit üblich. Honda hatte 1969 bei der Honda CB 750 Four ähnlich wie später BMW bei der BMW R 90 S einen Standrohrdurchmesser von 35 mm, während bei vergleichbaren Motorrädern heute (Stand 2013) 46 mm den Stand der Technik darstellt.

„Die Verwindungssteifheit der Gabel ist entscheidend für die spursichere und pendelfreie Radführung im höheren Geschwindigkeitsbereich.[…] Die ungenügende Torsionssteifheit der Gabel ist eine der wesentlichen Ursachen für das gefürchtete Hochgeschwindigkeitspendeln.“

Um die Torsionssteifigkeit der Teleskopgabel zu erhöhen, entwickelte Fritz Egli in den 1970er Jahren seine Egli-Racing-Gabel, bei der die Gabelholme zusätzlich mit einer Stahlrohrbrücke verbunden waren. Anfang der 1980er Jahre wurden von japanischen Herstellern materialverstärkte Schutzbleche (Kotflügel), später nachträglich anbaubare Gabelstabilisatoren angeboten.
Mit der Wiedereinführung der Upside-down-Gabel durch den holländischen Hersteller White-Power verlor der Gabelstabilisator bei dieser Technik seine Berechtigung. Für die klassische Telegabel bestehen bis heute Nachrüstmöglichkeiten. Beim nachträglichen Anbau muss auf Spannungsfreiheit geachtet werden, da ein Verkanten das Ansprechverhalten der Gabel verändert und undichte Simmerringe die Folge sein können.